# Musconetcong River
La Musconetcong River est un affluent du Delaware dans la région nord-ouest du New Jersey aux États-Unis. Il mesure (73,5 km) de long.
Une portion est classée National Wild and Scenic.

## Géographie
Il coule à travers le nord-ouest de New Jersey.
Il prend sa source dans le lac Hopatcong, à la frontière entre les comtés de Sussex et de Morris.
Il traverse le lac Musconetcong, puis coule au sud-ouest, passe par Stephensburg et New Hampton, au sud de Washington, puis au sud-est, le long de la crête de la Pohatcong Mountain. Il rejoint le Delaware en face de Riegelsville, en Pennsylvanie, à environ 16 km au sud de Phillipsburg.